# Rheita (inslagkrater)

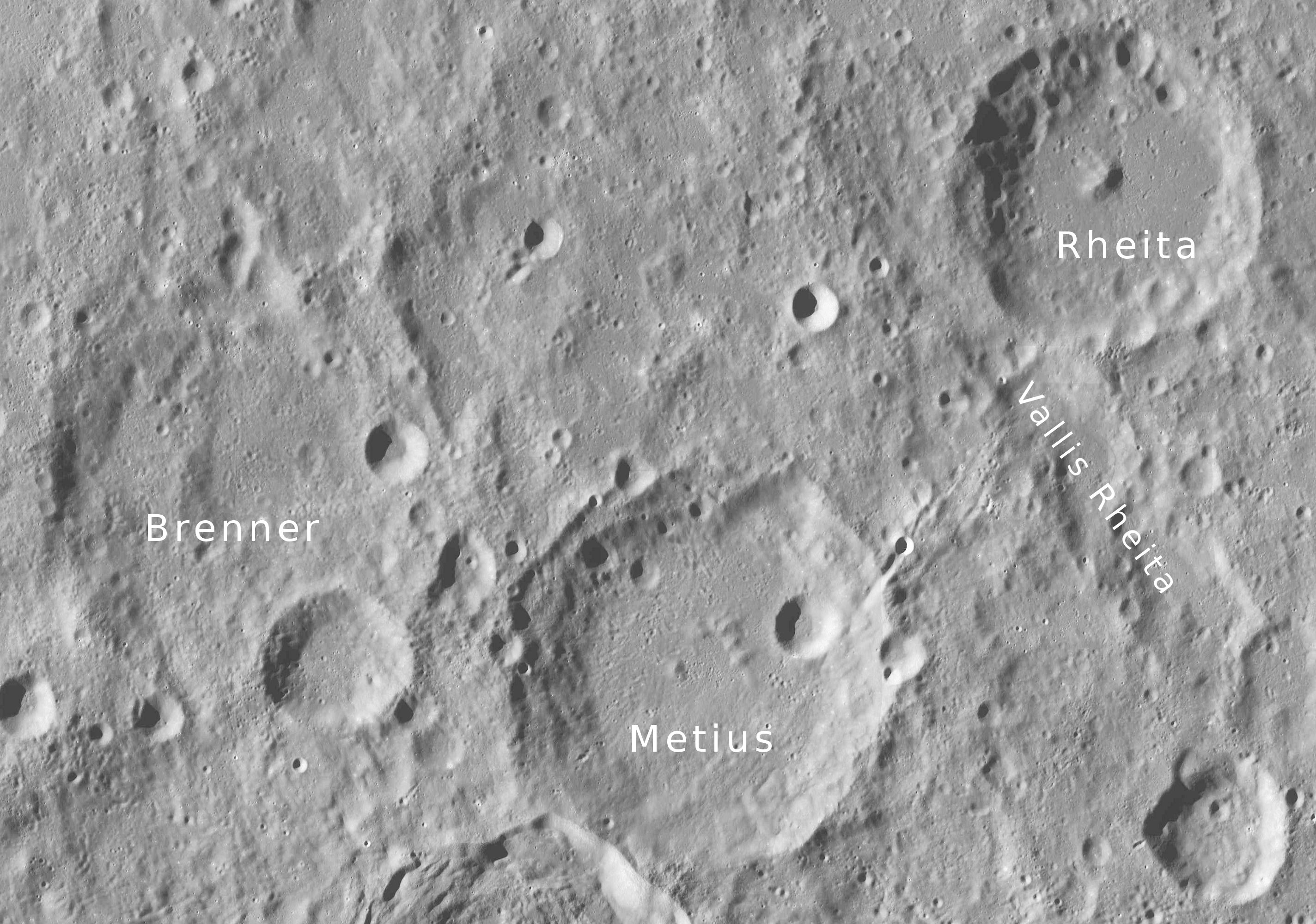
Locatie van Rheita samen met Brenner, Metius en Vallis Rheita

Rheita is een inslagkrater in het sterk bekraterd zuidoostelijk gebied van de naar de Aarde toegekeerde kant van de Maan.

## Beschrijving
De kraterrand van Rheita is scherp zichtbaar en heeft een terrasvormige binnenwand. De rand overlapt een iets kleinere en sterk verweerde krater naar het oosten en heeft een paar kleine inslagkraters in de noordelijke muur. De kraterbodem is vlak en heeft een centrale piek.

## Locatie
Rheita heeft een diameter van 71 km en bevindt zich nabij de zuidzuidoostelijke libratiezone V. De krater ligt ten noordoosten van de krater Metius en ten noordwesten van de krater Young. De zuidwestelijke rand ligt over de rand van de maanvallei Vallis Rheita. Dit gebied, gedomineerd door Vallis Rheita en de nabijgelegen kraters Brenner, Fabricius, Janssen, Lockyer, Mallet, Metius, Rheita, Stevinus en Young, draagt de designatie LAC 114.

## Naamgeving
De krater is genoemd naar de Tsjechische astronoom en opticus Anton Maria Schyrleus de Rheita (1604-1660). Deze naam werd gegeven door Giovanni Battista Riccioli als Reitha.

## Satellietkraters van Rheita
Rondom Rheita bevinden zich verscheidene kleinere kraters die genummerd werden, beginnend bij degenen die zich het dichtst bij het middelpunt van de krater bevinden.
| Rheita | Breedtegraad | Lengtegraad | Diameter   |
| ------ | ------------ | ----------- | ---------- |
| A      | 38,0° ZB     | 50,0° OL    | 11 km      |
| B      | 39,1° ZB     | 52,8° OL    | 21 km      |
| C      | 35,1° ZB     | 44,2° OL    | 8 km       |
| D      | 39,1° ZB     | 50,1° OL    | 6 km       |
| E      | 34,2° ZB     | 49,1° OL    | 66 x 32 km |
| F      | 35,4° ZB     | 48,4° OL    | 14 km      |
| G      | 40,5° ZB     | 54,3° OL    | 15 km      |
| H      | 39,8° ZB     | 51,7° OL    | 7 km       |
| L      | 37,7° ZB     | 52,9° OL    | 10 km      |
| M      | 35,5° ZB     | 50,1° OL    | 25 km      |
| N      | 35,1° ZB     | 49,5° OL    | 8 km       |
| P      | 37,9° ZB     | 44,4° OL    | 11 km      |

## De langwerpige formatie Rheita E
Ten noordnoordoosten van Rheita bevindt zich de onregelmatig gevormde langwerpige formatie Rheita E bestaande uit enkele ineenvloeiende kraters met verschillende diameters. Deze formatie draagt de aanduiding Rheita E, en wordt vervolledigd door de kleinere cirkelvormige krater Rheita F aan het zuidzuidwestelijke eind ervan. Maanwaarnemers met amateurtelescopen kunnen in deze langwerpige formatie gemakkelijk een mummievormige menselijke gestalte zien, waarbij de cirkelvormige krater Rheita F aan het zuidzuidwestelijke einddeel ervan het hoofd voorstelt.